# Olena Kruhlova
Olena Yevhenivna Kruhlova (-Sydorenko) (ukrainien : Олена Євгенівна Круглова (-Сидоренко)), née le 22 mars 1962 à Ivanovo (RSFS de Russie), est une nageuse soviétique puis ukrainienne, spécialiste des courses de dos.

## Carrière
Olena Kruhlova est médaillée de bronze au relais 4 × 100 mètres 4 nages aux championnats du monde de natation 1978 à Moscou. Elle est ensuite médaillée de bronze olympique de ce même relais aux Jeux olympiques de 1980 à Moscou. Elle ne sort pas des séries de qualifications en 100 et 200 mètres dos. 
En 1982, elle se marie avec le nageur Oleksandr Sydorenko.